# 謝家華
謝家華（英語：Tony Hsieh，1973年12月12日—2020年11月27日），生於美國伊利諾州，在舊金山長大，美國臺灣裔網路企業家與創業投資家，曾創辦LinkExchange，為線上成衣與鞋子商店Zappos的執行長。

## 生平
謝家華父母均為臺灣籍美國移民。1973年12月12日，謝家華出生於美國伊利諾州，自小於舊金山長大，從哈佛大學資訊工程系畢業後，自行創業。
1996年，謝家華成立廣告網站Link Exchange，到1998年該網站已有逾40萬名會員、每天有500則廣告輪播，在1998年11月，Link Exchange以2.65億美元，出售給微軟。1999年，他接受創業者史文莫恩提議，共同投資成立賣鞋網站，隨後更加入Zappos擔任執行長。Zappos在2000年營收160萬美元，到了2009年收益已達到10億美元。2009年，他把Zappos以12億美元售予美國電子商務巨頭亞馬遜，之後仍續留公司擔任執行長，直到2020年8月退休。
謝家華撰寫暢銷書《DeliveringHappiness》，台版書名為「想好了就豁出去：人生不能只做有把握的事，鞋王謝家華這樣找出勝算」。
一名友人曾以兒童文學作家谢尔·希尔弗斯坦的圖畫書《The Giving Tree》來形容謝家華，比喻他把身上每一部分給了自己所愛的小男孩，未取任何回報。退休後，謝家華致力於振興Zappos總公司所在的拉斯維加斯地區。因COVID-19疫情面臨隔絕狀態後，他原先飲酒問題變得更嚴重，開始嘗試使用迷幻蘑菇和迷幻藥等藥物，嘗試不排尿、降低身體氧氣量，並使用可引發組織缺氧的笑氣，會使用加熱器來降低氧氣量，也計劃入住夏威夷一家戒毒中心。同年8月，歌手友人珠兒至猶他州進行演出時曾與謝家華碰面，後寄信給謝佳華，奉勸別陷入毒癮。

2020年11月18日，謝家華在康乃狄克州新倫敦一處民宅遭遇火災，因吸入濃煙的併發症而在27日去世。謝家華是受困在女友屋外的儲藏室，然而消防員在外呼喊卻沒人應門，推估當時可能因酒精及藥物作用下無法即時回應，友人及同事認為可能是謝家華為營造氣氛所點燃的蠟燭才導致火災。內華達州州長史蒂夫·西蘇拉克（Steve Sisolak）在推特上發文哀悼：
|  | 謝家華在協助改造拉斯維加斯市中心扮演關鍵角色……在這艱難時刻，我和太太向謝家華的至親好友致上慰問之意。 |